# میشل لودوف
میشل لودوف (به زبان فرانسوی: Michèle Le Dœuff) (زادهٔ ۱۹۴۸) فیلسوف و فمینیست فرانسوی است.
میشل لودوف استاد فلسفه در اکول نرمال سوپریور فونتنهٔ فرانسه است. علاقه او به فلسفه با آشنایی‌اش با شخصیت «احمق» در نمایشنامه‌های شکسپیر شروع می‌شود. در نمایشنامه‌های شکسپیر شخصیت «احمق» بیان‌کنندهٔ سخن‌های واژگون‌کننده است، امری که لودوف آن را از همان آغاز کارش ذاتیِ فلسفی می‌دانست. آثار فلسفی لودوف را اغلب به آثار فمینیست‌هایی چون لوس ایریگاره و هلن سیکسو و تا اندازه‌ای کمتر ژولیا کریستوا ربط داده‌اند.